# Ginástica rítmica nos Jogos Europeus de 2015 - Individual geral
A competição do individual geral foi um dos eventos da ginástica rítmica nos Jogos Europeus de 2015, em Baku, no Azerbaijão. Foi disputada na Arena Nacional de Ginástica no dia 19 de junho.

## Calendário
Horário de verão do Azerbaijão (UTC+5).
| Data        | Horário | Fase                         |
| ----------- | ------- | ---------------------------- |
| 17 de junho | 10:00   | Subdivisão 1 Rotação final 1 |
| 17 de junho | 10:35   | Subdivisão 1 Rotação final 2 |
| 17 de junho | 11:20   | Subdivisão 1 Rotação final 3 |
| 17 de junho | 11:50   | Subdivisão 1 Rotação final 4 |
| 17 de junho | 12:40   | Subdivisão 2 Rotação final 1 |
| 17 de junho | 13:15   | Subdivisão 2 Rotação final 2 |
| 17 de junho | 14:00   | Subdivisão 2 Rotação final 3 |
| 17 de junho | 14:35   | Subdivisão 2 Rotação final 4 |

## Medalhistas
| Ouro   | RUS Yana Kudryavtseva  |
| Prata  | RUS Margarita Mamun    |
| Bronze | BLR Melitina Staniouta |

## Resultado final
O resultado final foi o seguinte. 
| Pos.              | Ginasta                      | Nacionalidade    |        |        |        |        | Total  |
| ----------------- | ---------------------------- | ---------------- | ------ | ------ | ------ | ------ | ------ |
| Medalha de ouro   | Yana Kudryavtseva            | RUS Rússia       | 18.850 | 19.100 | 19.050 | 19.100 | 76.100 |
| Medalha de prata  | Margarita Mamun              | RUS Rússia       | 18.900 | 18.950 | 18.850 | 18.950 | 75.650 |
| Medalha de bronze | Melitina Staniouta           | BLR Bielorrússia | 18.300 | 18.200 | 18.300 | 18.300 | 73.100 |
| 4                 | Ganna Rizatdinova            | UKR Ucrânia      | 18.300 | 18.050 | 18.150 | 18.250 | 72.750 |
| 5                 | Salome Pazhava               | GEO Geórgia      | 18.150 | 18.000 | 17.850 | 17.900 | 71.900 |
| 6                 | Katsiaryna Halkina           | BLR Bielorrússia | 17.900 | 18.000 | 18.000 | 17.250 | 71.150 |
| 7                 | Kseniya Moustafaeva          | FRA França       | 17.700 | 17.750 | 17.000 | 17.650 | 70.100 |
| 8                 | Marina Durunda               | AZE Azerbaijão   | 18.100 | 17.900 | 16.050 | 17.800 | 69.850 |
| 9                 | Neta Rivkin                  | ISR Israel       | 17.800 | 18.050 | 15.900 | 18.050 | 69.800 |
| 10                | Victoria Veinberg Filanovsky | ISR Israel       | 17.700 | 17.250 | 17.300 | 17.300 | 69.550 |
| 11                | Nicol Ruprecht               | AUT Áustria      | 17.300 | 17.300 | 17.450 | 17.350 | 69.400 |
| 12                | Neviana Vladinova            | BUL Bulgária     | 17.100 | 17.450 | 17.350 | 17.450 | 69.350 |
| 13                | Carolina Rodriguez           | ESP Espanha      | 17.200 | 17.200 | 16.750 | 17.050 | 68.200 |
| 14                | Varvara Filiou               | GRE Grécia       | 15.450 | 17.550 | 16.950 | 17.500 | 67.450 |
| 15                | Ayshan Bayramova             | AZE Azerbaijão   | 17.000 | 15.900 | 17.050 | 16.450 | 66.400 |
| 16                | Eleonora Romanova            | UKR Ucrânia      | 16.850 | 15.450 | 16.950 | 17.000 | 66.250 |
| 17                | Mariya Mateva                | BUL Bulgária     | 17.300 | 16.800 | 16.100 | 16.000 | 66.200 |
| 18                | Ana Luiza Filiorianu         | ROU Romênia      | 16.600 | 16.450 | 16.100 | 15.700 | 64.850 |
| 19                | Natascha Wegscheider         | AUT Áustria      | 15.900 | 16.100 | 16.150 | 15.950 | 64.100 |
| 20                | Dóra Vass                    | HUN Hungria      | 16.400 | 15.300 | 16.400 | 15.950 | 64.050 |